# Ruth Hieronymi

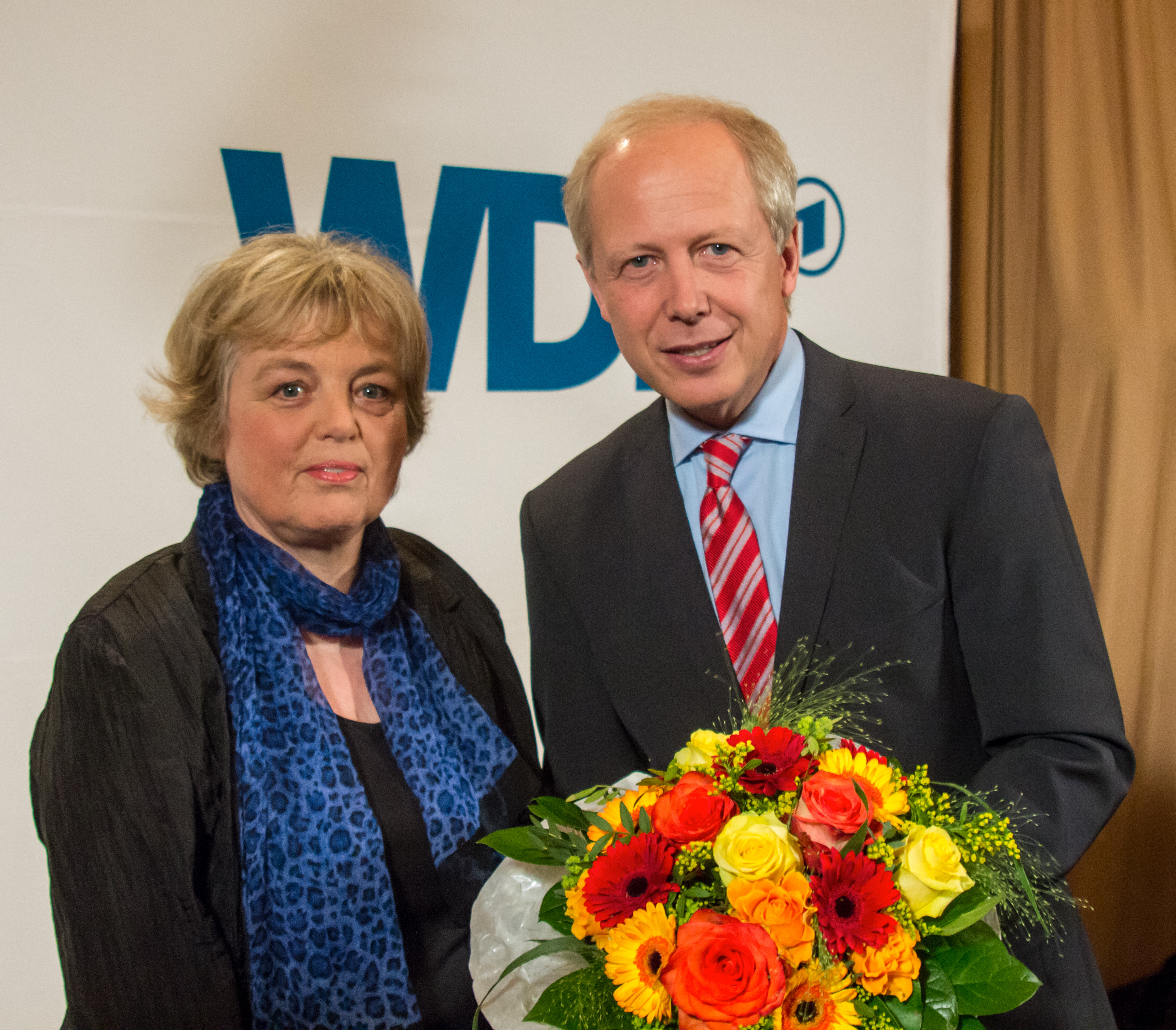
Ruth Hieronymi gratuliert Tom Buhrow zur Wahl zum WDR-Intendanten, 2013

Ruth Hieronymi (* 8. November 1947 in Beuel als Ruth Schüller; † 30. April 2025 in Bonn) war eine deutsche Politikerin der CDU und von 1999 bis 2009 Mitglied des Europäischen Parlaments. Von 2009 bis 2016 war sie Vorsitzende des WDR-Rundfunkrats.

## Leben
Hieronymi studierte Geschichte und Soziologie an der Universität zu Köln und schloss 1977 mit dem Magister-Examen (M.A.) ab. 1971 trat sie der CDU bei. Von 1978 bis 1981 war sie Abteilungsleiterin in der CDU-Bundesgeschäftsstelle und von 1975 bis 1990 Mitglied des Rates der Stadt Bonn. Von 1985 bis 1999 war sie Mitglied des Landtages von Nordrhein-Westfalen, von 1990 bis 1997 stellvertretende Vorsitzende der CDU-Landtagsfraktion NRW, außerdem von 1990 bis 1999 Sprecherin der CDU-Fraktion im Hauptausschuss. Sie war Mitglied des Kulturausschusses des Europäischen Parlaments, stellvertretendes Mitglied des Ausschusses für Beschäftigung. Ihr Arbeitsschwerpunkt im Europäischen Parlament war der Kulturausschuss: Berichterstatterin des EU-Programms MEDIA Plus, Bildungspolitik und Jugendpolitik. Arbeitsschwerpunkte im Wahlkreis Mittelrhein waren Telekommunikation, Verkehrspolitik und Verbraucherschutz.
Am 2. Dezember 2009 wurde sie mit 30 von 42 Stimmen vom Rundfunkrat zur neuen Vorsitzenden des WDR-Rundfunkrats als Nachfolgerin des aus Altersgründen ausgeschiedenen Reinhard Grätz gewählt. Nach 25-jähriger Tätigkeit und siebenjährigem Vorsitz wurde sie im November 2016 aus dem Rundfunkrat verabschiedet.
Im August 2015 wurde ihr Zensur vorgeworfen, als sie die später zurückgenommene Löschung einer Sendung von hart aber fair aus der Mediathek wegen Beschwerden für angemessen hielt.
Hieronymi war verheiratet und Mutter zweier Kinder. Sie starb am 30. April 2025 im Alter von 77 Jahren und wurde am 8. Mai 2025 auf dem Bergfriedhof Küdinghoven beigesetzt.

## Mitgliedschaften
Hieronymi war Mitglied der Europa-Union Deutschland, einer auf ehrenamtlichen Strukturen basierenden Bürgerinitiative für Europa.